# الله‌آباد (جغتای)
الله‌آباد، روستایی در دهستان دستوران بخش مرکزی شهرستان جغتای استان خراسان رضوی ایران است.

## جمعیت
بر پایه سرشماری عمومی نفوس و مسکن در سال ۱۳۹۵ جمعیت این روستا ۵۹۸ نفر (در ۱۹۰ خانوار) بوده است.